# Clerodendrum fugitans
Espèce
Clerodendrum fugitans Wernham est une espèce de plantes à fleurs de la famille des Lamiacées, originaire du Cameroun.
Le premier spécimen a été récolté le 15 décembre 1914 par George Latimer Bates, à Bitye (Région du Sud), près de la forêt de Mbimbili.